# Revolta Camponesa na Albânia
A Revolta Camponesa, também conhecida como Revolta da Albânia Central (em albanês: Kryengritja e Shqipërisë së Mesme), foi uma revolta de camponeses da Albânia central, em sua maioria muçulmanos pró-otomanos, contra o regime de Guilherme, Príncipe da Albânia, em 1914. Foi uma das razões da retirada do príncipe do país que marcou a queda do Principado da Albânia.  A revolta foi liderada por Haxhi Qamili, Arif Hiqmeti, Musa Qazimi e Mustafa Ndroqi.  Juntamente com a exigência de anistia total, os rebeldes buscavam o retorno da Albânia à suserania do Sultão do Império Otomano.  

## Antecedentes

### Guilherme chega à Albânia
O príncipe Guilherme assumiu o trono do Principado da Albânia em 7 de março de 1914. Infelizmente, ele teve que enfrentar imediatamente uma situação política caótica, tanto dentro do país quanto com seus vizinhos.  Com base no Tratado de Londres assinado em 30 de maio de 1913, as Grandes Potências resolveram em 29 de julho de 1913 que deveriam estabelecer uma gendarmaria internacional para cuidar da ordem pública e da segurança no território do recém-reconhecido Principado da Albânia.  Na mesma base, eles estabeleceram a Comissão Internacional de Controle (CIC) em 15 de outubro de 1913, para cuidar da administração da recém-criada Albânia até que suas próprias instituições políticas estivessem em ordem. 

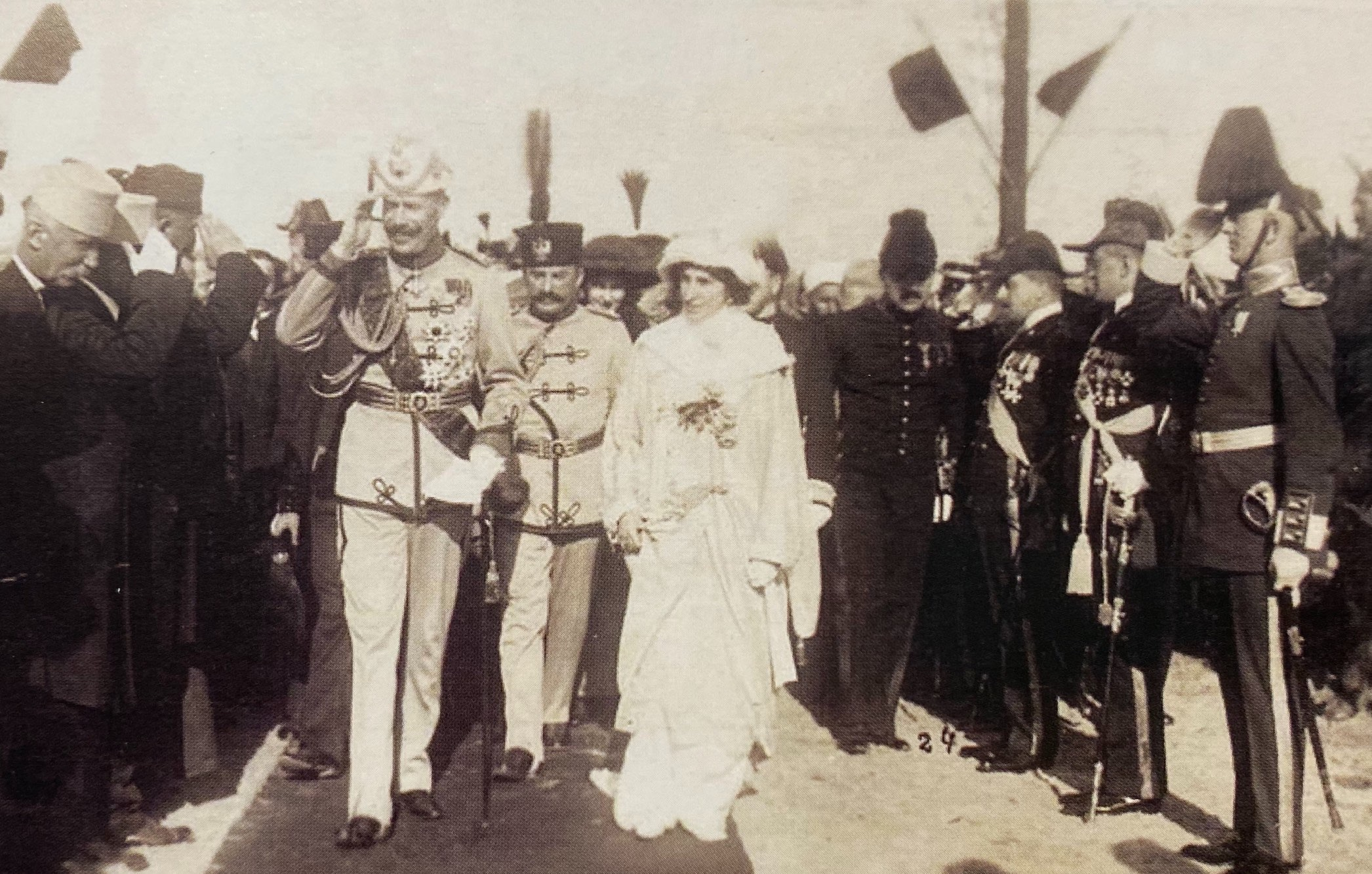
Príncipe William e sua esposa Sophie chegando à Albânia em 7 de março de 1914

O príncipe Guilherme teve que lidar com uma situação política difícil: 
1. Essad Paxá Toptani, que dominou o novo governo do Principado da Albânia, foi ministro do Interior e ministro da Guerra. Ao escolher residir em Durrës, em vez de Shkodër, o príncipe Wilhelm ficou à mercê de Essad Paxá. [9]
2. A Comissão Internacional de Controle e os consultores estrangeiros ainda tinham grande autoridade.
3. Havia representantes da Áustria-Hungria e da Itália
4. Houve resistência no Epiro do Norte, que finalmente recebeu uma administração especial, pelo Protocolo de Corfu
5. Houve combates entre as forças controladas por Essad Paxá Toptani e o Governo Provisório da Albânia [9]
6. A maior revolta camponesa consistiu principalmente de camponeses muçulmanos pró-otomanos.

Existiam numerosos grupos armados no Principado da Albânia durante o regime do Príncipe Guilherme: 
1. A Gendarmaria Internacional estava sob o controle da Comissão Internacional de Controle e do Príncipe Guilherme.
2. Os bandos irregulares de sulistas eram liderados por líderes locais.
3. O fora da lei nativo
4. Os bandidos búlgaros, Komitadjis
5. Os rebeldes gregos do Epiro do Norte
6. Os rebeldes camponeses na Albânia central
7. Gendarmaria de Essad Pasha
8. Os voluntários romenos
9. Os voluntários austro-húngaros
10. Os voluntários do Kosovo liderados por Isa Boletini [11]
11. Os voluntários católicos de Mirdita das montanhas do norte sob o comando de Prênk Bibë Doda [12]

Essad Paxá Toptani, como Ministro da Guerra e do Interior, era contra uma solução pacífica para o problema com a Declaração de Independência do Epiro do Norte em 28 de fevereiro de 1914. Toptani se opôs à Comissão Internacional de Controle, que acreditava que os problemas podem ser resolvidos por meios diplomáticos. O príncipe e seu gabinete aceitaram as propostas de Essad Pasha para decidir por uma solução militar. Para aumentar a força militar do Principado da Albânia, vários milhares de rifles italianos, bem como metralhadoras e canhões de montanha austríacos foram comprados e distribuídos à população (predominantemente muçulmana) da Albânia central.

### Fracassada conspiração pró-otomana

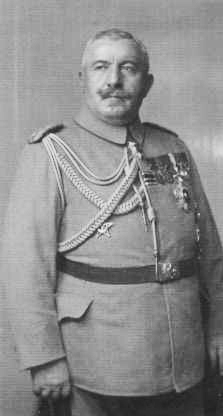
Ahmed İzzet Paxá

Uma conspiração do governo dos Jovens Turcos liderada por Bekir Fikri para restaurar o controlo otomano sobre a Albânia através da nomeação de um oficial otomano-albanês, Ahmed İzzet Paxá, como monarca foi descoberta pelos sérvios e reportada ao TPI.    Ismail Qemali apoiou o plano de assistência militar contra a Sérvia e a Grécia.    O TPI permitiu que os seus oficiais holandeses que serviam como Gendarmaria Albanesa declarassem o estado de emergência e impedissem a conspiração.    Eles invadiram Vlorë, descobrindo mais de 200 tropas otomanas e prenderam Fikri.    Durante o julgamento de Fikri, a conspiração foi revelada e um tribunal militar do CIC, sob o comando do Coronel Willem de Veer, condenou-o à morte.  A sua sentença foi posteriormente comutada para prisão perpétua,  enquanto Qemali e o seu gabinete se demitiram.  Depois de Qemali ter deixado o país, instalou-se uma agitação em toda a Albânia. 

## Eventos

### Revolta

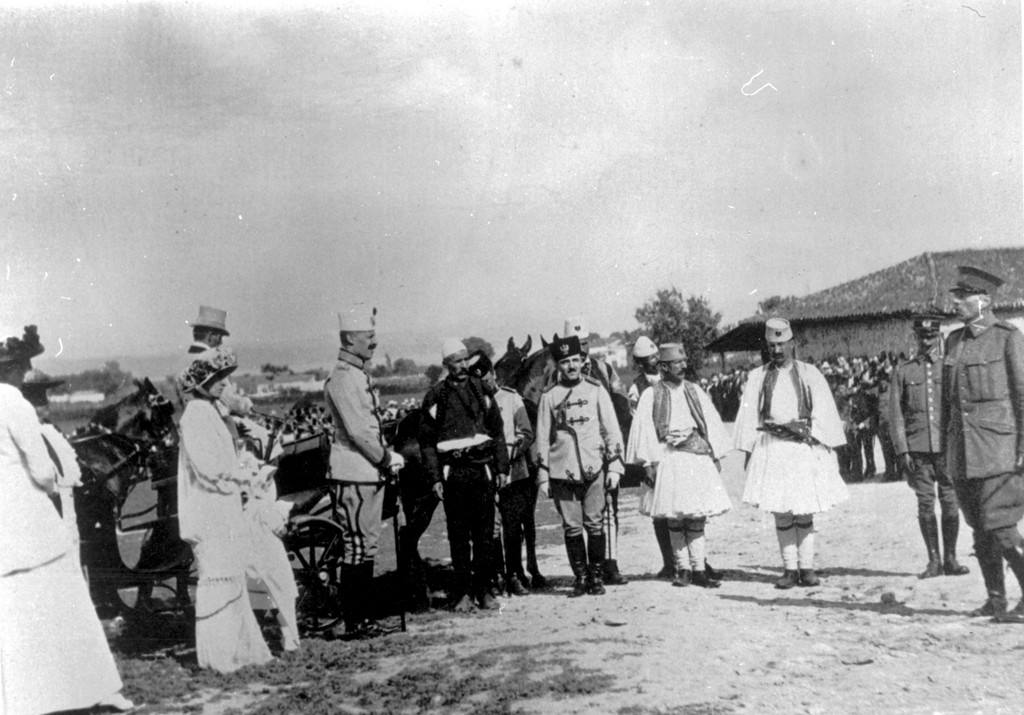
Guilherme, Príncipe da Albânia, Isa Boletini e oficiais da Gendarmaria Internacional: Duncan Heaton-Armstrong e Coronel Thomson perto de Durrës em junho de 1914

A chegada do príncipe Guilherme à Albânia causou raiva e inquietação imediatas entre os muçulmanos da Albânia central, que foram influenciados pela propaganda otomana que retratava o novo regime como uma ferramenta dos poderes cristãos e dos grandes proprietários de terras que possuíam metade das terras aráveis.   No início de maio de 1914,  o descontentamento evoluiu para uma revolta geral liderada por Haxhi Qamili, Arif Hiqmeti, Musa Qazimi e Mustafa Ndroqi.  O objectivo dos rebeldes era restaurar o domínio otomano sobre a Albânia,  e rejeitaram violentamente o nacionalismo e o secularismo albaneses.  O método preferido de organização dos rebeldes era a formação de conselhos locais para dirigir e expandir a rebelião. 
Há relatos divergentes sobre a natureza exata do envolvimento de Essad Toptani na revolta. Algumas fontes indicam que ele teve um papel de liderança na revolta desde o início,   enquanto outras descrevem os rebeldes como explicitamente anti-Toptani.   Em qualquer caso, e independentemente de ter ou não um apoio generalizado entre os rebeldes, Toptani queria tirar partido do caos para expulsar o príncipe Guilherme e tomar o poder para si, e foi apoiado pela Itália,   que via Guilherme como sendo demasiado pró-austríaco.  Os oficiais holandeses liderados por Lodewijk Thomson, que estavam estacionados na Albânia como parte do TPI, acabaram por decidir prender Toptani,  apesar de Guilherme permanecer indeciso sobre o assunto.  Em 19 de maio, a casa de Toptani foi invadida pelas forças governamentais e ele se rendeu; no dia seguinte, ele foi exilado para a Itália.   Na Itália, foi recebido com honras, já que tanto representantes italianos como austríacos desempenharam papéis nas intrigas que cercaram a revolta. 
O caos e as revoltas pioraram após o exílio de Essad Paxá.  Para obter apoio dos voluntários católicos de Mirdita das montanhas do norte, o príncipe Guilherme nomeou seu líder, Prênk Bibë Doda, para ser o ministro das Relações Exteriores do Principado da Albânia. A Gendarmaria Internacional Holandesa também foi acompanhada por Isa Boletini e seus homens do Kosovo.  Os gendarmes holandeses, juntamente com os católicos mirdita do norte, tentaram capturar Shijak, mas quando enfrentaram os rebeldes em 23 de maio, foram cercados e capturados. O mesmo aconteceu com outra expedição de Durrës que tentou libertar os gendarmes capturados. Os rebeldes lançaram o ataque a Durrës e até começaram a atirar com suas armas leves. O povo de Durrës entrou em pânico e o príncipe e sua família tiveram que encontrar abrigo em um navio italiano ancorado na baía. 
Na mesma noite, os rebeldes libertaram um oficial holandês e enviaram-no ao príncipe Guilherme com as suas exigências: 
- Anistia total
- Retorno da Albânia sob a suserania do sultão do Império Otomano

Em 3 de junho, o primeiro órgão político central da insurgência muçulmana, o "Conselho Geral", foi eleito após uma assembleia de conselhos em Shijak. Nessa altura, embora parecesse haver facções a favor de Toptani e facções que se opunham a ele, todas elas estavam firmemente unidas para atingir o seu objetivo comum de expulsar o príncipe Guilherme. 
O príncipe Guilherme então nomeou o coronel Thomson como comandante da defesa de Durrës. Thomson foi morto em 15 de junho durante um ataque rebelde. Na semana seguinte, oficiais holandeses foram capturados por rebeldes no centro da Albânia. Os rebeldes capturaram Berat e Vlore em 12 de julho e 21 de agosto sem lutar. 
Em 14 de agosto, os rebeldes atacaram a capital, que era protegida principalmente por voluntários romenos e austríacos. O primeiro ataque durou 30 minutos e foi repelido com pesadas perdas. O segundo ataque começou depois de uma hora e foi novamente repelido, principalmente devido às ações corajosas dos romenos, que foram muito elogiados por seus camaradas albaneses cristãos. Após 30 minutos, os insurgentes lançaram seu terceiro e último ataque, mas foram repelidos pela forte resistência romena. 
Quando a Primeira Guerra Mundial eclodiu, a atenção das Grandes Potências voltou-se rapidamente para esta nova guerra europeia e afastou-se do caos na Albânia.  Os austro-húngaros e alemães começaram a deixar Durrës sitiada em 2 de agosto de 1914. Isto foi seguido pela partida dos holandeses dois dias depois. A força multinacional do CIC deixou o país em 23 de agosto.  No entanto, a Áustria-Hungria exigiu que o príncipe Guilherme enviasse tropas albanesas para lutar com as Potências Centrais. Quando Guilherme recusou, afirmando que o Tratado de Londres exigia que a Albânia permanecesse neutra, a sua remuneração foi cortada. 
Em 1 de Setembro de 1914, os insurgentes muçulmanos notificaram o ICC de que exigiam que Guilherme deixasse a Albânia ou iniciariam um novo bombardeamento de Durrës até que esta se rendesse.  Sob pressão esmagadora, Guilherme finalmente decidiu que seria realmente melhor deixar o país, partindo em 3 de setembro de 1914 no mesmo iate italiano para o qual havia fugido brevemente no início de maio, após a batalha de Shijak.  Ele emitiu uma proclamação ao povo albanês de que "considerava necessário ausentar-se temporariamente",  e juntou-se ao Exército Imperial Alemão na frente oriental.  O ICC assumiu brevemente o controle total do governo albanês antes de se dissolver em 6 de setembro. No dia seguinte, Durrës finalmente caiu nas mãos dos rebeldes muçulmanos.  Com estes acontecimentos, a autoridade central restante desmoronou-se e qualquer sentido de unidade nacional na Albânia evaporou-se. 

## Consequências

### Estabelecimento do Senado da Albânia Central

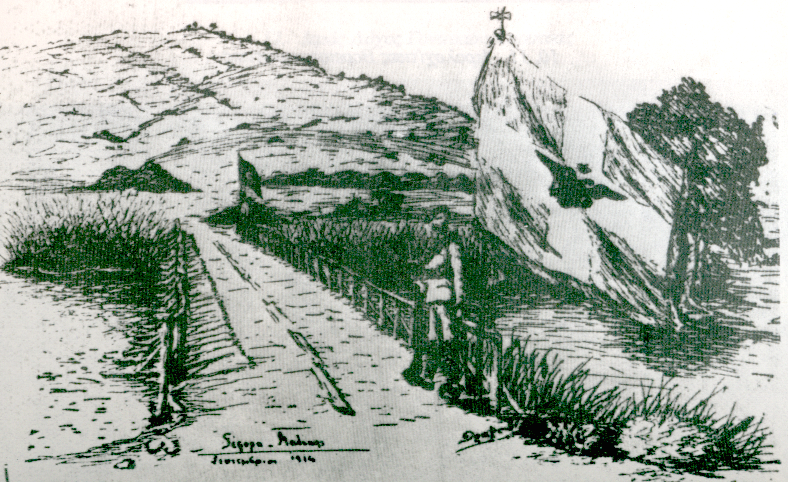
Passagem de fronteira entre a área controlada pelo Senado da Albânia Central (esquerda) e a República Autônoma do Epiro do Norte (direita), no lago Maliq, setembro de 1914.

O "Senado da Albânia Central" foi o governo formado pelos insurgentes muçulmanos após a captura de Durrës em 7 de setembro de 1914. Dentro da cidade, os rebeldes vitoriosos içaram a bandeira otomana, começaram a prender os apoiantes de Guilherme e declararam que iriam tentar instalar um príncipe muçulmano.   O príncipe Şehzade Mehmed Burhaneddin, filho do antigo sultão otomano Abdulamide II, foi convidado a assumir esta posição,   mas esta proposta nunca se concretizou. A grande maioria da população que vive na parte norte e sul da Albânia dissociou-se do Senado da Albânia Central. 
O Senado aparentemente abandonou os seus planos para um "príncipe muçulmano" e convidou Toptani a regressar à Albânia e a assumir a liderança.  Toptani estava na França quando a Primeira Guerra Mundial estourou e imediatamente partiu para a Albânia, buscando tomar o poder e alinhar a Albânia com as Potências da Entente.  No caminho, ele parou na Sérvia e assinou o Tratado de Niš com o primeiro-ministro sérvio Nikola Pašić em 17 de setembro. O tratado previa uma aliança sérvio-albanesa que seria implementada com Toptani retornando à Albânia e sendo eleito líder. Em 19 de Setembro,  com total apoio sérvio, Toptani regressou à Albânia. Ele foi para a região de Dibër, onde reuniu uma força de 4.000 voluntários e entrou pacificamente em Durrës no início de outubro de 1914.  Em 5 de outubro, com o apoio do Senado, Toptani proclamou-se primeiro-ministro e presidente,  estabelecendo o Governo Toptani, considerado o terceiro governo no poder na Albânia. Imediatamente depois, ele declarou guerra à Áustria-Hungria para mostrar que estava do lado da Entente.  
Toptani sabia que a grande maioria da população governada pelo Senado da Albânia Central permanecia pró-otomana (o Império Otomano era neutro naquele ponto da guerra). Portanto, ele não questionou a política pró-otomana do Senado nem sua declaração nominal de que o sultão otomano (Maomé V) tinha suserania sobre a Albânia. 

### Queda de Toptani
O Império Otomano declarou guerra à Entente em 31 de outubro de 1914. Isso abalou o equilíbrio de Toptani entre sua administração pró-Entente e suas propostas à maioria pró-otomana da Albânia Central. Encorajada especialmente pela declaração otomana da jihad contra a Entente (14 de novembro), uma revolta muçulmana ocorreu mais uma vez, desta vez começando na área de Krujë.  Esses rebeldes eram extremamente anti-sérvios e influenciados pela propaganda otomana que rotulava Toptani como um traidor do Islã e apelava à reconquista do Kosovo à Sérvia.  Haxhi Qamili voltou a ser um dos comandantes desta nova revolta.  As Potências Centrais apoiaram activamente os rebeldes, com oficiais otomanos a chegarem à região para comandar as forças rebeldes, e a Áustria-Hungria a fornecer regularmente aos rebeldes dinheiro, armas e munições.  Os rebeldes Krujë também começaram a realizar ataques transfronteiriços na Sérvia, juntamente com irregulares búlgaros.  Em maio de 1915, Qamili foi eleito líder dos rebeldes, marcando sua segunda vez liderando uma revolta pró-otomana na Albânia. 
Após meses de atraso, a Sérvia finalmente enviou forças para a Albânia para intervir em nome de Toptani em junho de 1915, e conseguiu esmagar os rebeldes.  Qamili e outros líderes rebeldes foram presos e enforcados em Durrës.  No entanto, mais tarde, em Outubro de 1915, as forças das Potências Centrais invadiram a Sérvia e a Albânia, com Toptani a ir para o exílio permanente.    As forças da Entente, principalmente as da Itália, conseguiriam expulsar as Potências Centrais da Albânia até o fim da guerra em novembro de 1918, com a Itália estabelecendo seu protetorado na Albânia.  

## Reações
A revolta não conseguiu gerar muito apoio nas regiões ao redor de Elbasan, que eram habitadas por uma mistura de sunitas, bektashi e albaneses ortodoxos, sendo os sunitas os mais numerosos. Os muçulmanos locais eram conhecidos por sua oposição a ideias consideradas "fanáticas" e por sua identificação com o nacionalismo albanês. Grande parte disso é atribuído à liderança carismática do nacionalista albanês Aqif Pasha. Líderes islâmicos locais também denunciaram as ideias "arcaicas" de Haxhi Qamili e apoiaram a adoção do alfabeto latino, contradizendo grande parte do clero sunita em outros lugares. O representante de Elbasan na revolta de Haxhi Qamili, Haxhi Feza, retirou-se do movimento em protesto contra os excessos de Haxhi Qamili e, por isso, Haxhi Qamili ordenou pessoalmente que ele fosse preso. 
Na luta por Pogradec, os rebeldes mataram Gani Butka, filho de Sali Butka. Vendo a oportunidade, as forças gregas invadiram as regiões de Permet, Korce e Tepelena, e os "Epirotas do Norte" gregos se encontraram com Qamili em Pogradec, onde chegaram a um acordo para lutar contra seus inimigos mútuos. 

## Atrocidades
Durante a revolta, as “forças disciplinares” dos rebeldes lideradas pelo mufti de Tirana, Musa Qazimi, realizaram execuções para “limpar” os “cismáticos Bektashi”.  Os rebeldes, liderados pelo fanático Haxhi Qamili, queimaram muitos teqes Bektashi desde Martanesh em Bulqizë até o sul de Berat, devido aos fortes laços entre o Bektashismo e o nacionalismo albanês e às diferenças religiosas entre os Bektashis de orientação xiita e os rebeldes muçulmanos sunitas. 
Outros alvos além dos "cismáticos Bektashi" incluíam cristãos,  professores nacionalistas albaneses que ensinavam usando o alfabeto latino,  e até mesmo clérigos muçulmanos que eram apoiadores da nacionalidade albanesa.  Haxhi Qamili e seus apoiadores teriam amarrado, torturado e matado muitos professores de língua albanesa. Como Qamili apoiava o uso do alfabeto árabe (em oposição ao latino), ele os via como inimigos do Império Otomano. 